# Dryandra prionotes
Dryandra prionotes là một loài thực vật có hoa trong họ Quắn hoa. Loài này được A.S.George mô tả khoa học đầu tiên năm 2005.